# Thomas Athletens bok
Thomas Athletens bok är en religiös skrift från första halvan av 200-talet. Den härstammar från Edessa i Syrien. Skriften gör anspråk på att uppenbara hemliga ord från Frälsaren i form av en dialog mellan Kristus och en man vid namn Judas Thomas. Boken räknas till Nya testamentets apokryfer.